# 冼都
冼都是馬來西亞吉隆坡市中心以北五公里的一個區域，鄰近泗岩沫（Segambut）、鵝唛（Gombak）、文良港（Setapak），是吉隆坡少數因鐵路發展而崛起的區域，因面積較大之故，可粗略分為冼都東（Sentul East）及冼都西（Sentul West）兩區。馬來亞鐵道局在19世紀末開始展開大型鐵路建造工程，由印度南方引進大量勞工，因此冼都主要人口為印度人。冼都自80年代起，曾經因缺乏規劃及治安不靖而沒落，近期隨著吉隆坡市中心逐漸飽和，因鄰近市中心及交通發達之故，許多當地建商開始大肆進駐，許多新建案林立，年輕人口及外籍專業人士的回流，使得冼都一帶的產業開始重新發展

## 歷史

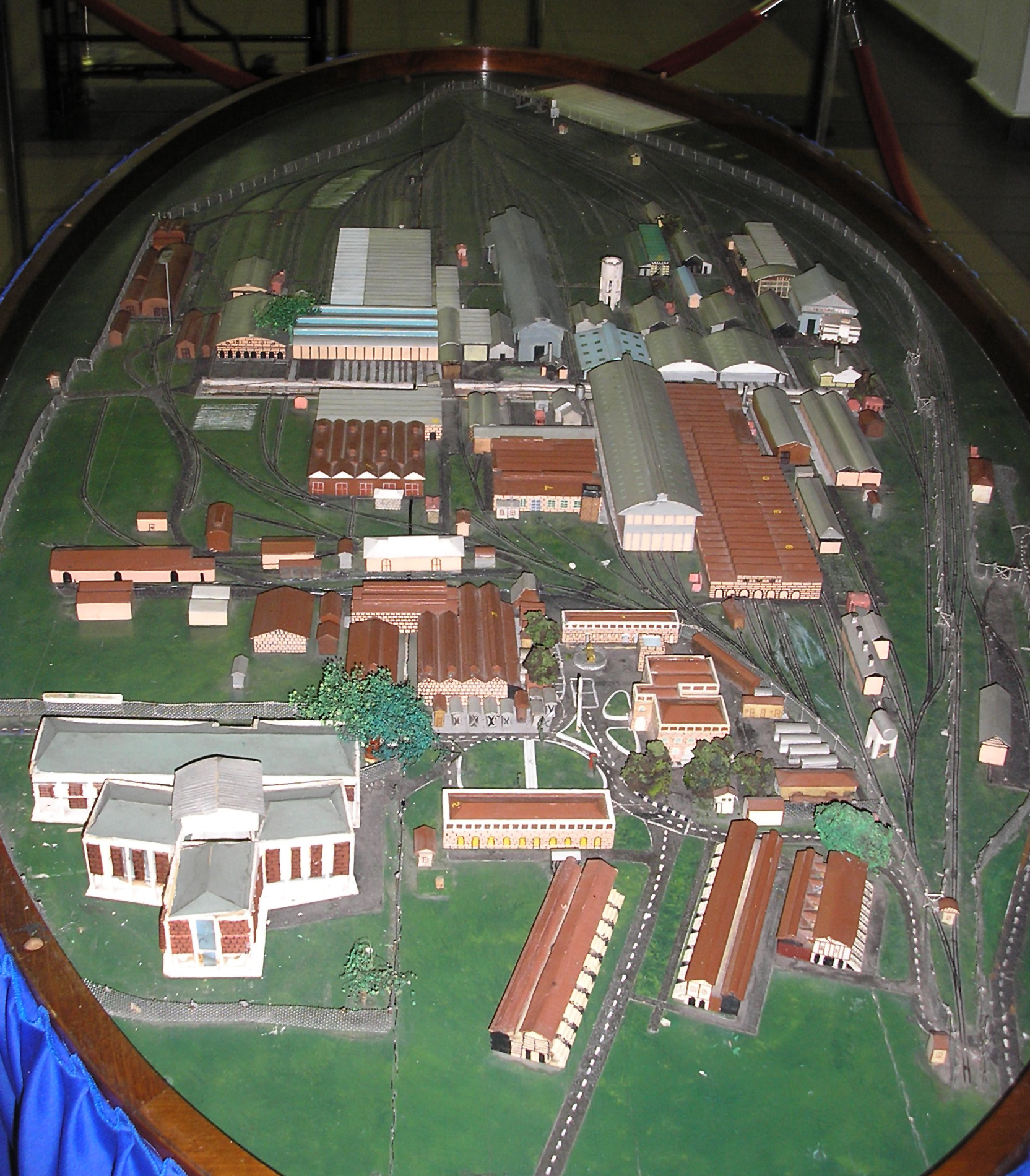
早期冼都終站及中央火車維修廠之模型

### 印度裔聚集
冼都的發展於鐵路有難以割捨的淵源，1896年馬來亞聯邦鐵路公司（Federated Malay States Railways，FMSR）在吉隆坡以北建立了中央火車維修廠，當時英殖民政府為了方便進行鐵路的建造及維護工程，引進許多外來勞工，同時在附近興建許多員工宿舍，由於許多員工都是從印度飄揚過海而來，接著在此落地生根，因此冼都獨特的人口結構、社會模式、經濟發展就這樣被建立起來，在這裡可以看到許多的興都廟宇、教堂及淡米爾文學校。20世紀中期，得益於鐵路運輸，冼都一帶也建有許多中小型工廠、舊店舖，其中冼都巴剎更是成為有名的地標。

### 冼都終站及中央火車維修廠

位于冼都公园内的吉隆坡表演艺术中心

位於冼都西區（Sentul West）的冼都火車終站（Sentul Depot）及中央火車維修廠（Central Railway Workshop）是冼都一帶最主要的歷史建築，佔地約5.2公頃。在1900年初期至2000年初期投入服務，作為馬來亞聯邦鐵路公司（1948年改制為馬來亞鐵道，KTMB）的鐵軌裝配、維修工作和存放機車的中心，在早期更是被譽為全世界最先進的鐵路維修工廠，高峰期間雇員高達五千餘人。在馬來亞日佔時期，這裡曾被日軍佔用，因此於1945年曾遭受盟軍的空襲，以切斷日軍的物資運送，戰後雖歸回馬來亞聯邦鐵路公司的手中，並進行修復，但隨著馬來西亞政府在交通的政策上傾向大公路主義，當地鐵路業務逐漸沒落，火車終站也無法恢復昔日的輝煌。
進入90年代，馬來亞鐵道逐漸將冼都一帶的鐵路維修業務移往他處，但仍保留冼都火車終站做為列車停放用途，直到在2009年8月，將鐵路維修及存放全數遷至霹靂州的華都牙也（Batu Gajah）的新終站後關閉。該區域的建築全數被楊忠禮置地公司（YTL Land）購入，除了一部分古蹟建築已被轉型為吉隆坡表演藝術中心（KLPAC）、冼都公園（Sentul Park），其他區域將規劃成為展覽場地、餐飲及文創基地。

## 教育

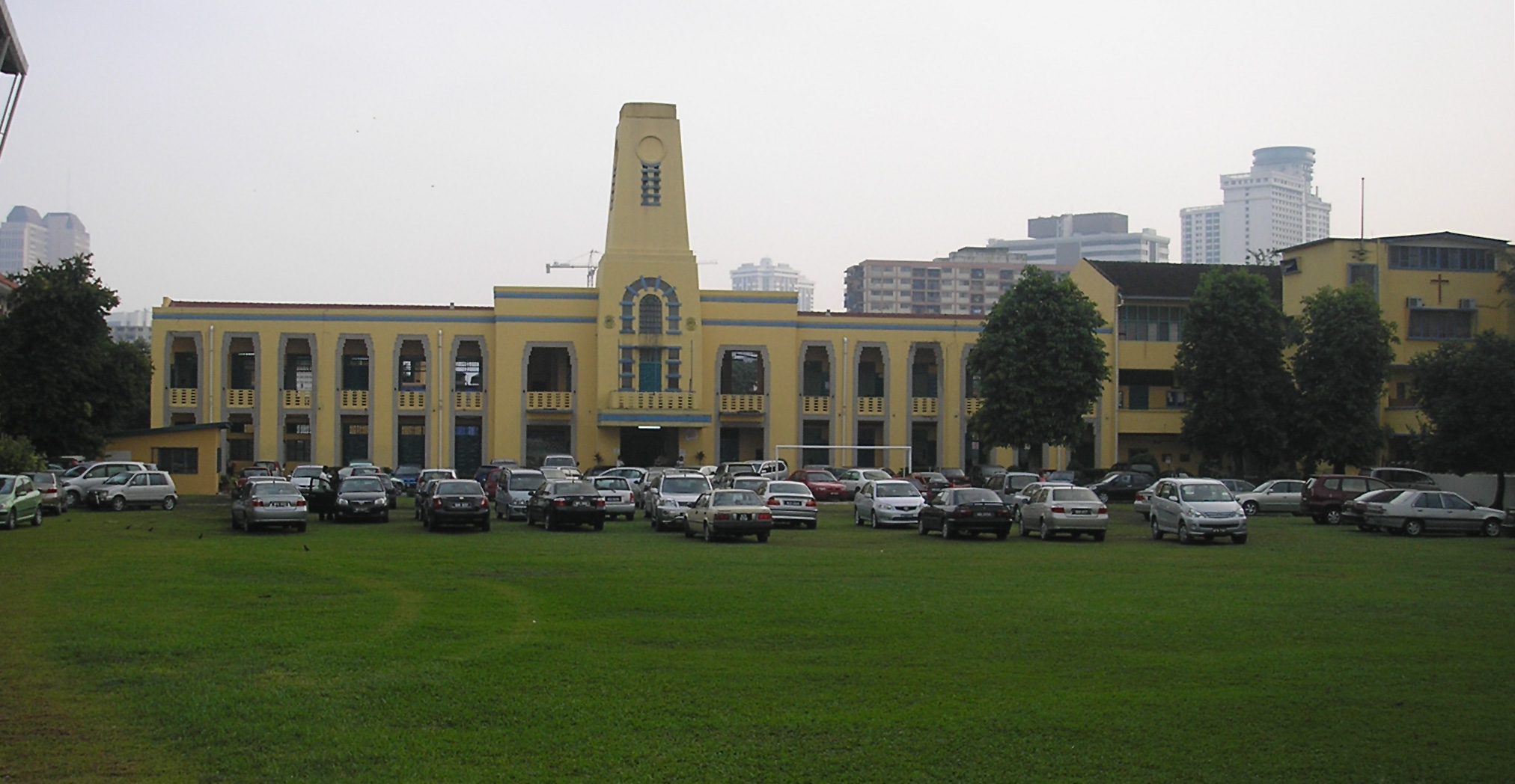
衛斯理公會學校（Wesley Methodist School）冼都歷史最悠久的教會小學之一

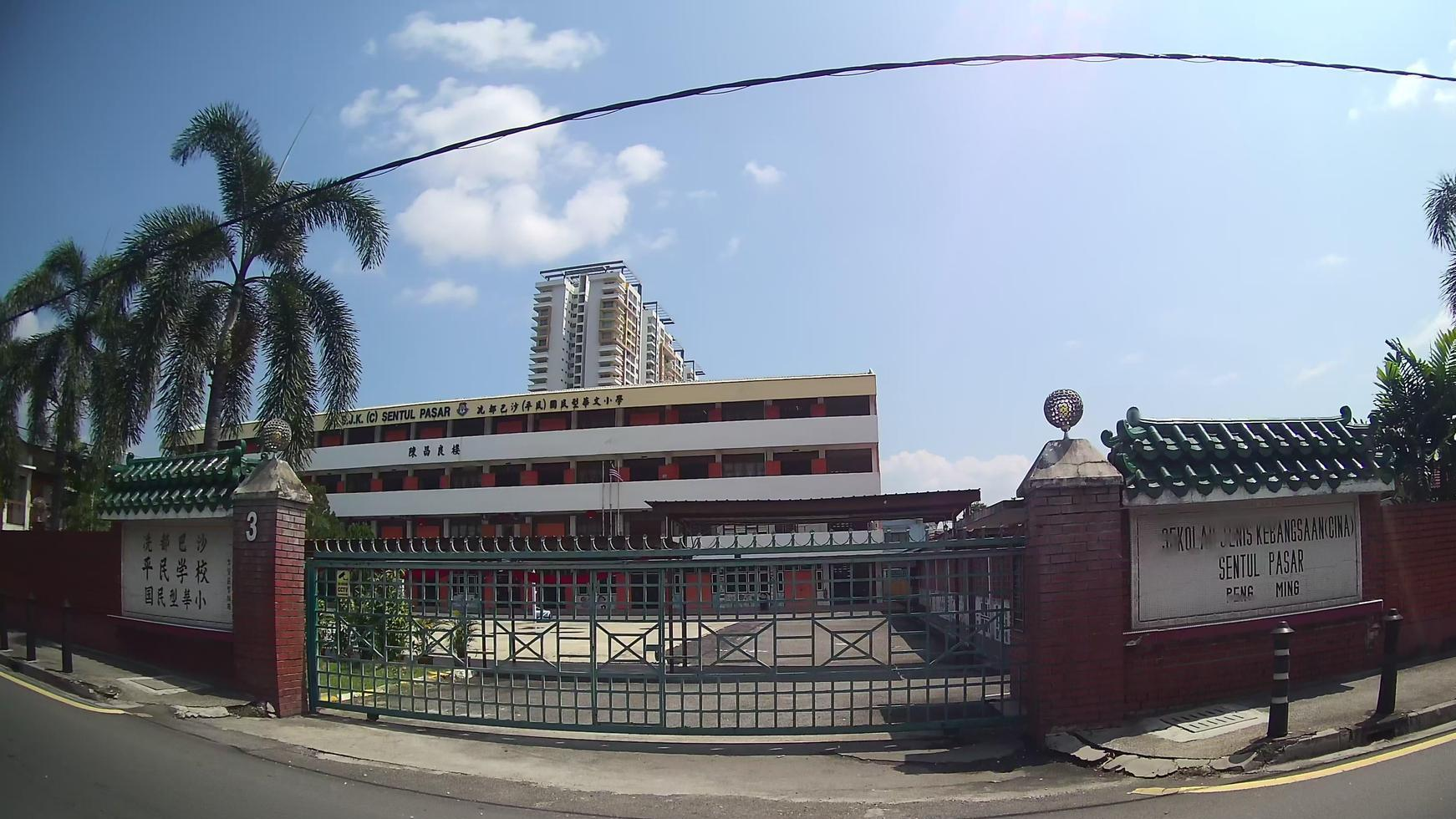
冼都巴沙平民華小之外觀

因冼都為吉隆坡最早發展的區域之一，區內遍布多家歷史悠久的學校（包含華文小學、淡米爾文小學、教會學校及國民學校等）供當地居民就讀，以下列表僅展示位在冼都的華文小學。
| 学校编号 | 地区     | 中文名称         | 马來文名称          | 邮政 编码 | 位置 | 津贴 制度 | 学生 数量 | 坐标                                        |
| -------- | -------- | ---------------- | ------------------- | --------- | ---- | --------- | --------- | ------------------------------------------- |
| WBC0113  | 冼都路   | 志文华小         | SJK(C) Chi Man      | 51000     | 市区 | 全津      | 305       | 3°11′07″N 101°41′27″E / 3.1853°N 101.6907°E |
| WBC0136  | 冼都     | 冼都中文华小     | SJK(C) Sentul       | 51000     | 市区 | 全津      | 502       | 3°10′47″N 101°41′36″E / 3.1798°N 101.6933°E |
| WBC0137  | 冼都巴剎 | 冼都巴沙平民华小 | SJK(C) Sentul Pasar | 51000     | 市区 | 半津      | 261       | 3°11′45″N 101°41′28″E / 3.1959°N 101.6912°E |

## 交通

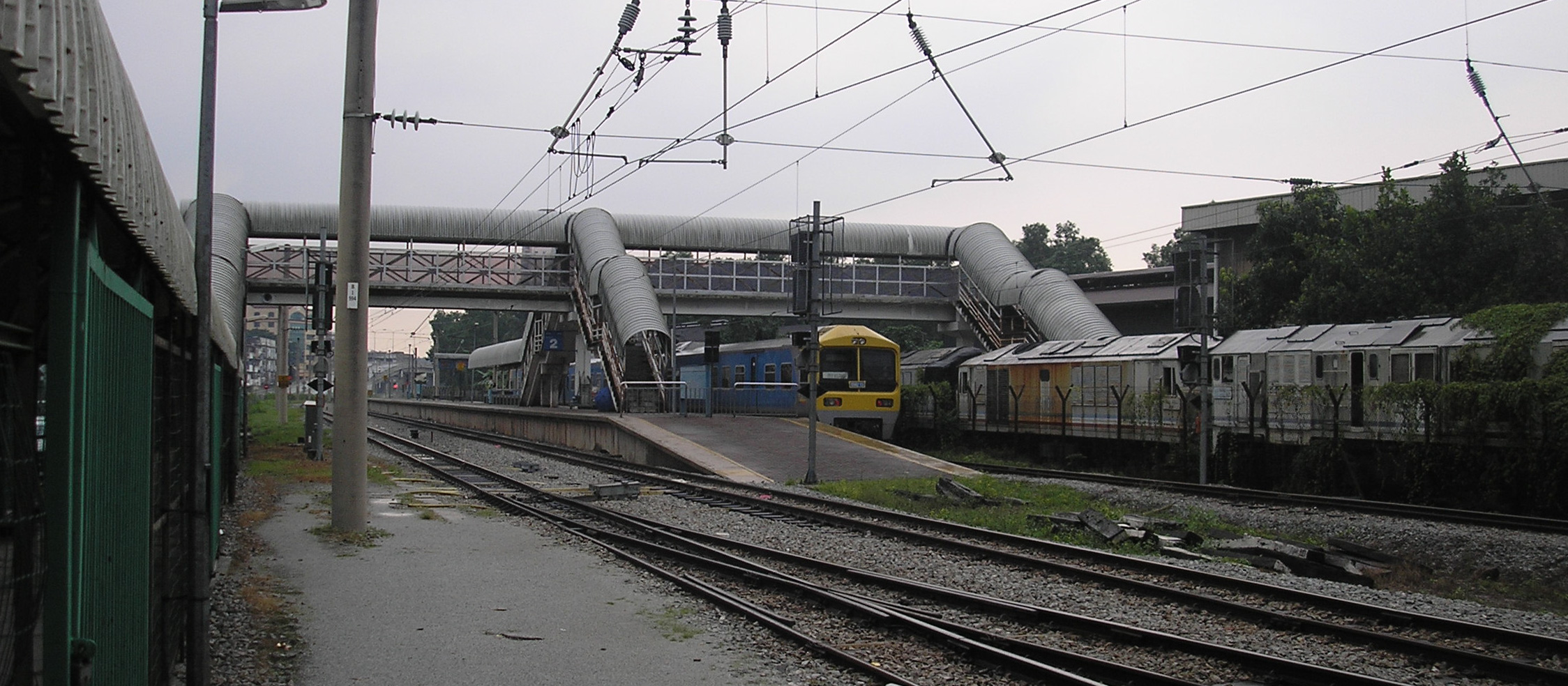
改建前的月台，車站內擁有多條軌道，可通往鄰近的機廠設施

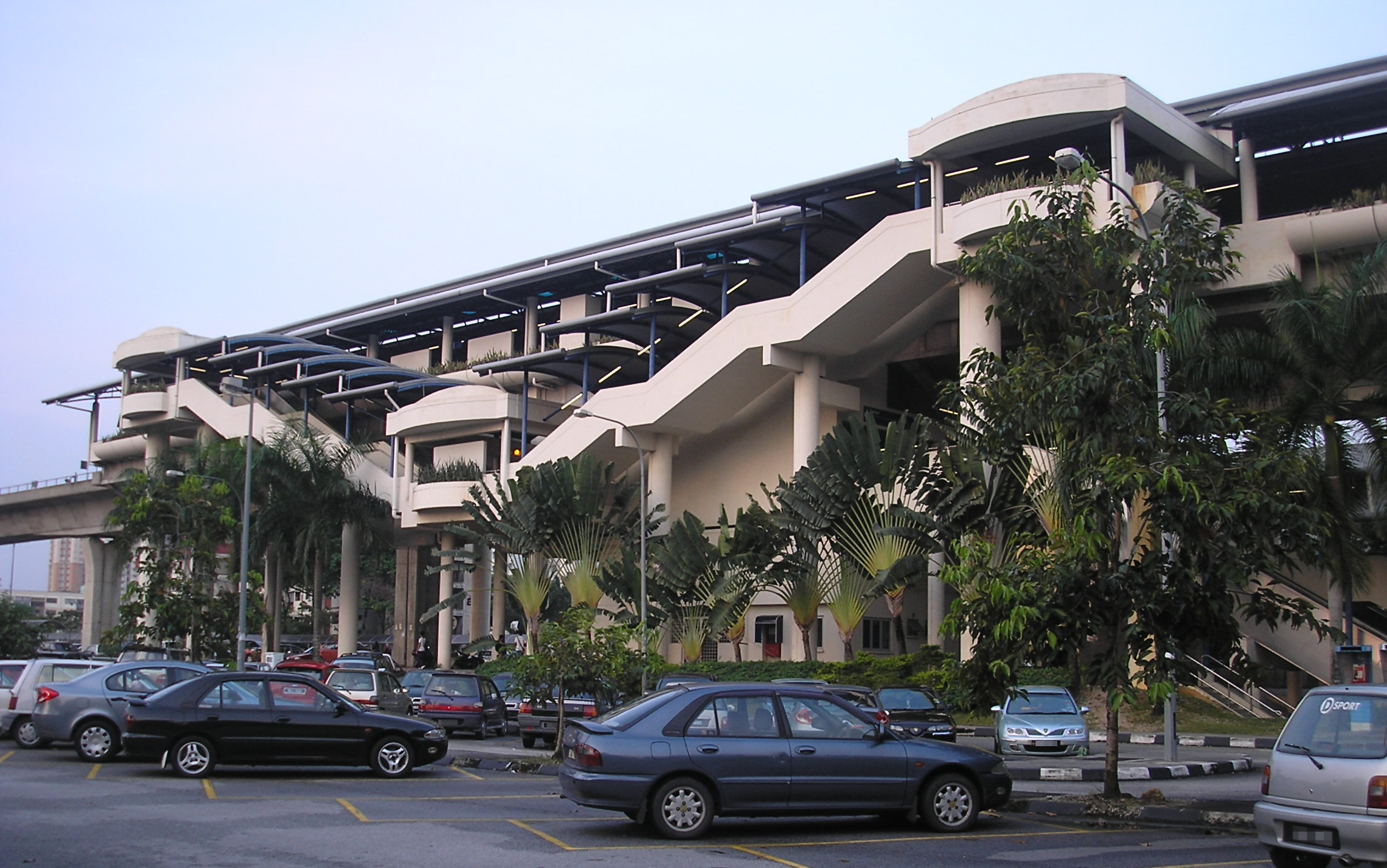
冼都站外觀

### 鐵路
因冼都早期係吉隆坡重要的鐵路中心之一，因此區內擁有許多鐵路車站的分佈，多條線路行經此地，但各鐵路路線並未交匯，需進行站外轉乘，目前興建中的12 布城线也將行經冼都，預計於2022年7月開通。
| 車站編號  | 車站名称 | 原文名       | 鐵路路線            |
| --------- | -------- | ------------ | ------------------- |
| KC01      | 冼都站   | Sentul       | 1 芙蓉线            |
| AG01 SP01 | 冼都站   | Sentul       | 3 安邦线 4 大城堡线 |
| AG02 SP02 | 冼都東站 | Sentul Timur | 3 安邦线 4 大城堡线 |
| SSP16     | 冼都西站 | Sentul Barat | 12 布城线           |

### 道路
冼都一帶有許多主要幹道就高速公路連接，可通往吉隆坡各個區域，包括吉隆坡第二中環公路(MRR2)、大使路－淡江大道(DUKE)、大使路（Jalan Duta）、怡保路（Jalan Ipoh）、彭亨路（Jalan Pahang）及古晉路（Jalan Kuching）。

## 宗教

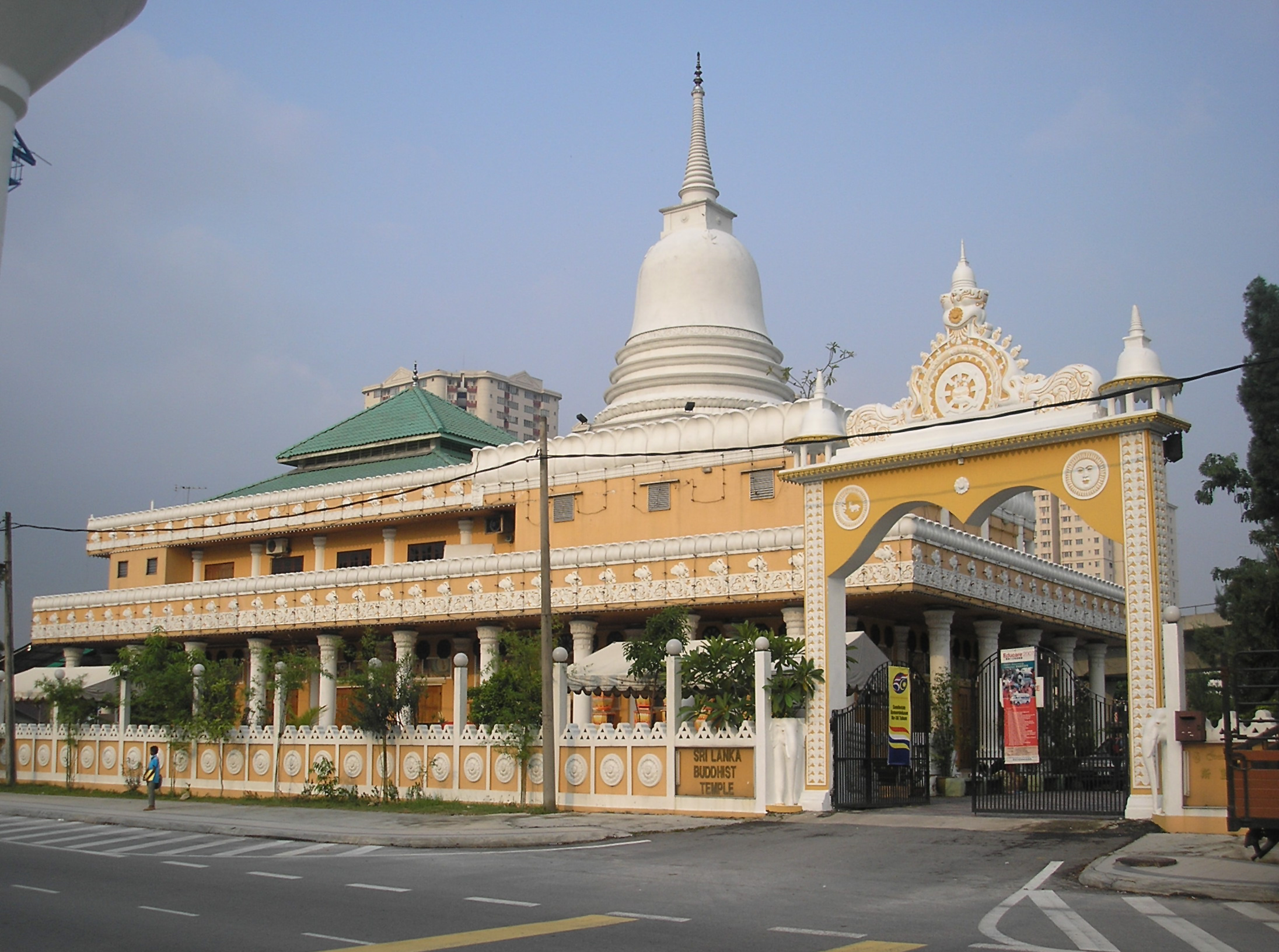
冼都斯里蘭卡佛寺外觀

早期大量來自印度及斯里蘭卡的移工聚集冼都參與鐵道建設工廠，他們也將家鄉的宗教習俗帶來此地，因此冼都一帶聚集多家歷史悠久且充滿印度色彩的興都教、佛教、錫克教及基督教等膜拜場所，加上近期佛光山道場的進駐，為冼都帶來多樣化的宗教景觀